# 斯莱特定则
在量子化学中，斯莱特定则(Slater's rules)用于计算有效核电荷的数值。在多电子原子中，由于其它电子的屏蔽作用，每个电子都受到少于实际核电荷的正电荷吸引力。对于原子中的某一个电子，斯莱特定则可以确定它的屏蔽常数（常用S表示），并计算实际所受的有效核电荷：
这个半经验定则由约翰·C·斯莱特于1930年设计并发表。

## 原理内容
{\displaystyle Z_{\mathrm {eff} }=Z-S.\,}
觀測某一軌域（例如：3d）電子屏蔽常数S的確定方式如下：
首先將不同軌域依照此規則排列成不同的群：
1. 擁有同一的主量子數的s和p軌域排進同一個群組，d、f、g…自成一群
2. 依照主量子數排列

{\displaystyle (1s)(2s,2p)(3s,3p)(3d)(4s,4p)(4d)(4f)...\,}
對於觀測的軌域裡，其他全部的電子對S的貢獻為0.35（觀測1s的話則取0.30）。此時出現兩種情況：
如果觀測的對象為s或p軌域的電子：
1. 在(n-1)層中的電子，每顆貢獻0.85於S
2. 在(n-2)或更低層中的電子，每顆貢獻1.00於S

如果觀測的對象為d或f軌域的電子：在觀測的對象以左的電子每顆均貢獻1.00於S
根據以上規則即可確定觀測軌域對原子核的有效電荷為何。隨著主量子數增加，屏蔽的效果亦逐漸增強，及有效電荷數逐漸減少，

## 屏蔽常数
屏蔽常數（screening constant）為斯萊特定則中電子對某一特定電子屏蔽核引力的量化數值，此效應稱為shielding，為一電子所受的有效核電荷，常以S表示。

## 例子
以原子序為26的鐵原子作為範例；其電子的排序應為1s22s22p63s23p63d64s2. 根據這些數據可以推導出不同軌域的電子之屏蔽常數與有效電荷：
{\displaystyle {\begin{matrix}4s&:s=0.35\times 1&+&0.85\times 14&+&1.00\times 10&=&22.25&\Rightarrow &Z_{\mathrm {eff} }(4s)=26.00-22.25=3.75\\3d&:s=0.35\times 5&&&+&1.00\times 18&=&19.75&\Rightarrow &Z_{\mathrm {eff} }(3d)=26.00-19.75=6.25\\3s,3p&:s=0.35\times 7&+&0.85\times 8&+&1.00\times 2&=&11.25&\Rightarrow &Z_{\mathrm {eff} }(3s,3p)=26.00-11.25=14.75\\2s,2p&:s=0.35\times 7&+&0.85\times 2&&&=&4.15&\Rightarrow &Z_{\mathrm {eff} }(2s,2p)=26.00-4.15=21.85\\1s&:s=0.30\times 1&&&&&=&0.30&\Rightarrow &Z_{\mathrm {eff} }(1s)=26.00-0.30=25.70\end{matrix}}}
注意到，因為鐵的原子序為26，故有效電荷的計算要用26減去(屏蔽常數)得到。